# Tudorel Oancea
Tudorel Oancea (n. 8 februarie 1935, Brăila, România – d. 6 august 2012, Galați, România) a fost un jurnalist și scriitor român. A condus mai multe ziare locale din județele Galați, Tulcea și Vrancea. Este autorul, printre altele, și a unor cărți pentru copii grupate în ciclul „Donaris 2” (Donaris 2 ridică ancora, Donaris 2 pe drumul soarelui și Donaris 2 pe urmele eroilor), apărute la Ed. Ion Creangă din București între anii 1981–1988.

## Biografie
S-a calificat la vârsta de 14 ani ca electrician la Șantierul Naval din Brăila. A absolvit apoi liceul seral (în 1953), apoi a fost încorporat în armată pentru a efectua stagiul militar obligatoriu.
A debutat în gazetărie în 1955 cu articolul „La club avem acum și televizor” apărut în ziarul militar De veghe. A continuat să scrie voluntar pentru Scînteia tineretului, i s-au publicat unele articole, a fost citat prin ordinul Comandamentului Apărării Antiaeriene și a primit și Diploma cu numărul 1 pentru activitatea de corespondent voluntar. Lăsat la vatră, a fost angajat pe postul de conducător de agregate de uscare la fabrica PAL din Brăila. În 1957 a devenit membru al PCR.
În paralel, a continuat să scrie la ziarul Înainte din Brăila. A urmat cursurile de ziariști de doi ani de la Academia „Ștefan Gheorghiu” din București (1959–1961) și Facultatea de Ziaristică de la aceeași academie (1965–1968). În anul 1987 a obținut doctoratul în științe politice la Academia de studii social-politice de pe lângă CC al PCR (Academia „Ștefan Gheorghiu” din București), cu teza Presa democrată, muncitorească, socialistă și comunistă din porturile României de la începuturile ei până la refacerea unității organizatorice a partidului clasei muncitoare în 1948, elaborată sub conducerea științifică a conf.dr. Ion Spălățelu.
A lucrat pe posturile de corespondent al ziarului Scînteia tineretului pentru regiunea Galați (1961-1965), redactor-șef al ziarului Milcovul din Focșani (februarie 1968 – 1971), corespondent al ziarului Scînteia pentru județele Tulcea și Galați (1971–1974), redactor-șef al ziarului Delta din Tulcea (aprilie 1974 – decembrie 1978), redactor-șef la cotidianul Viața Nouă din Galați (1979–1989) și apoi corespondent Agerpres pentru județele Galați și Tulcea (din 1989).
De asemenea, a colaborat cu articole pe teme social-politice la următoarele ziare: Înainte (Brăila), Viața Nouă (Galați), Scînteia tineretului, Scînteia, Satul socialist, Milcovul (Focșani), Delta (Tulcea), Teleormanul (Alexandria), Orizont (Rm. Vâlcea), Apărarea Patriei, Presa Noastră, revistele Ateneu, Tomis, Ismailul Sovietic (din RSS Ucraineană) și un ziar din Germania Democrată.
Tudorel Oancea a publicat și cărți, debutând în 1977 în calitate de coautor al volumului Secunde tragice, zile eroice. Pe lângă alte cărți publicate, este cunoscut ca autor a trei cărți pentru copii grupate în ciclul „Donaris 2”.
A murit la 6 august 2012 la Galați și a fost înmormântat la 9 august 2012 în cimitirul din cartierul Țiglina II.

## Cărți publicate
- Secunde tragice, zile eroice (Ed. Junimea, Iași, 1977) – coautor
- O femeie în țara bărbaților – piesă de teatru pentru amatori
- Donaris 2 ridică ancora (Ed. Ion Creangă, București, 1981)
- Noaptea de sub tălpile mele (Ed. Albatros, București, 1985)
- Donaris 2 pe drumul soarelui (Ed. Ion Creangă, București, 1986) – roman, împreună cu V. Constantin
- Arșița zăpezilor (Ed. Junimea, Iași, 1987) – roman
- Donaris 2 pe urmele eroilor (Ed. Ion Creangă, București, 1988) – roman
- Țărmul iubirii (Ed. Eminescu, București, 1989)
- Tragedia navei Mogoșoaia (Ed. Edit-Press, Galați, 1999) – împreună cu Octavian Cristea
- Nopțile nu-mi aparțin : Spovedania unui jurnalist din a doua jumătate a secolului trecut (Ed. Pompidu, Galați, 2010) – roman-document

### Articole
- „Presa muncitorească și socialistă, presa comunistă din Galați (1888–1940)”, în revista Danubius, Muzeul de Istorie „Paul Păltănea”, Galați, vol. X (1980), seria arheologie-istorie, pp. 217–228.